# Mikrofon

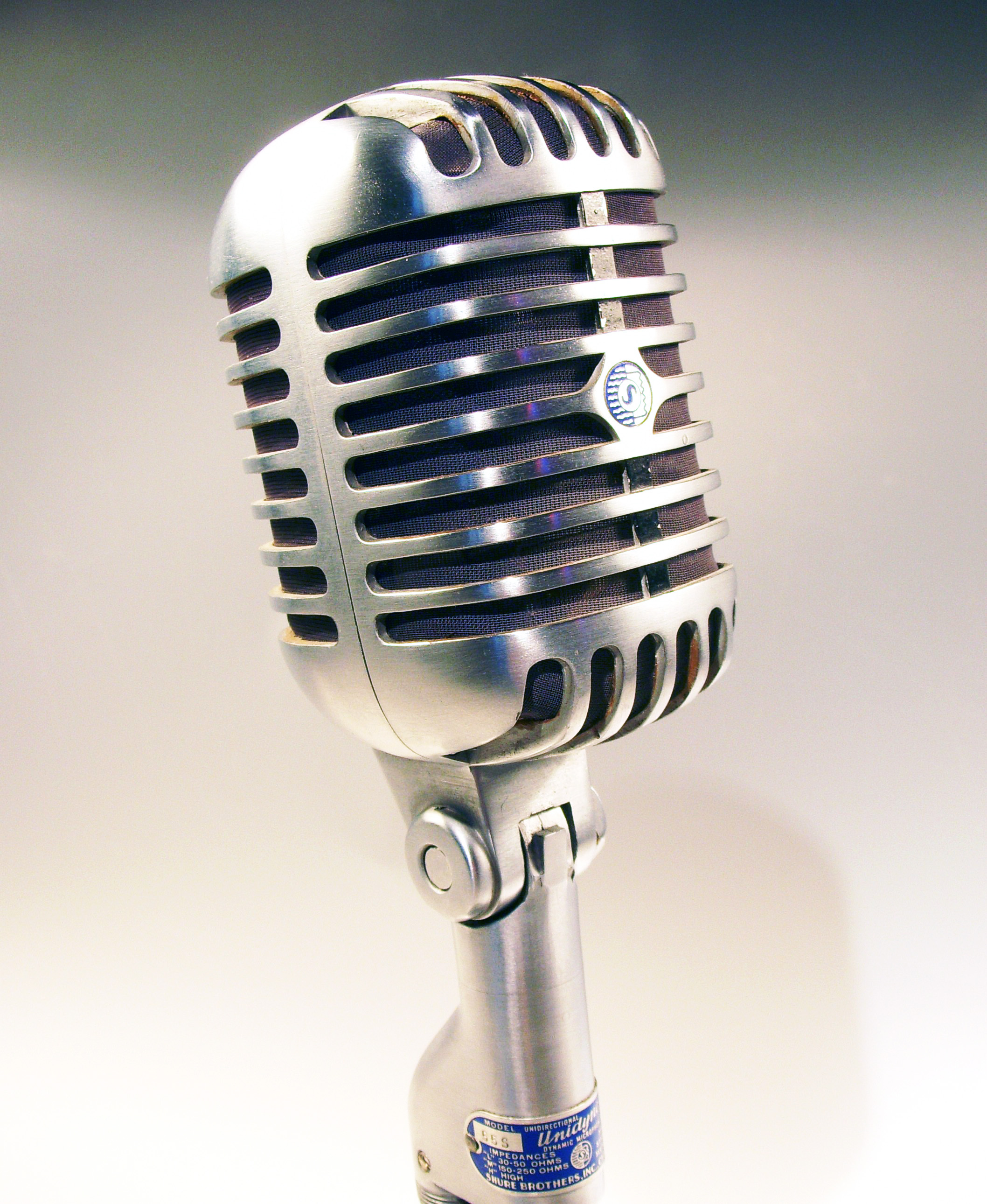
En klassisk Shure Brothers-mikrofon, modell 55s från 1951.

En mikrofon (i vardagligt tal även kallad mick) är en sensor eller transducer som omvandlar ljud till elektriska signaler. Mikrofoner används inom många områden som telefoner, bandspelare, konserter och andra liveframträdanden, studioinspelningar, radio- och TV-sändningar, karaokesystem, hörapparater, filminspelningar, komradio, akustiska mätningar och röstigenkänning.
Det finns många typer av mikrofoner, men idag indelas mikrofoner huvudsakligen i två kategorier; dynamiska mikrofoner och kondensatormikrofoner. Båda dessa typer genererar signaler från förändringar i lufttrycket.

## Historia
För att kunna tala inför stora folkmassor, var det nödvändigt med någon slags volymökning av den mänskliga rösten. De tidigaste enheterna som användes för detta var akustiska megafoner. Några av de första exemplaren, i antikens Grekland ca år 50 f.Kr., var teatermasker med hornliknande munöppningar som akustiskt förstärkte rösten på skådespelarna i amfiteatrar. Mikrofonen var nödvändig för att telefonin skulle kunna införas. Emile Berliner uppfann den allra första mikrofonen den 4 mars 1877, men den första användbara varianten uppfanns av Alexander Graham Bell. Flertalet av konstruktionerna utvecklades av Bell Laboratories.

## Mikrofontyper

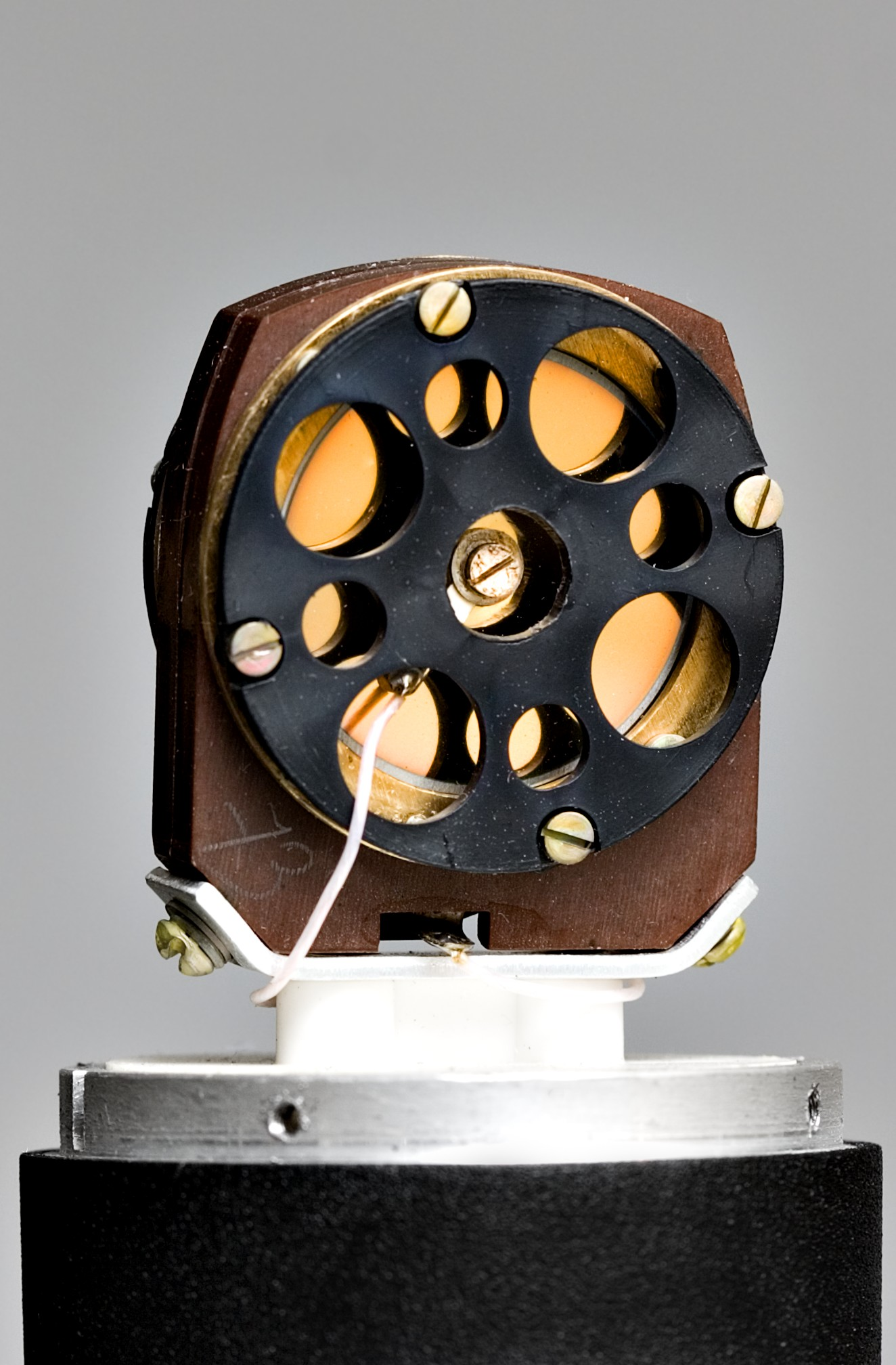
Inuti en Oktava 319 kondensatormikrofon.

### Kondensatormikrofon

Principchema för en kondensatormikrofon.

En kondensatormikrofon består av två elektriskt ledande kondensatorplattor - den ena fast, den andra rörlig – mellan vilka ett elektriskt fält byggs upp med hjälp av en pålagd spänning. När den rörliga plattan (membranet) vibrerar i takt med ljudvågen ändras avståndet mellan plattorna och därmed kapacitansen. Kapacitansändringarna kan sedan omvandlas till en elektrisk signal. Eftersom membranet kan göras extremt tunt och lätt blir följsamheten mycket god och signalen därför av mycket hög kvalitet. Kondensatormikrofonen är dyr, ömtålig och används främst i inspelningssammanhang och i mätteknik.

### Elektretmikrofon
En elektretmikrofon är till principen en kondensatormikrofon där den yttre spänningsmatningen ersätts av material med permanent elektrisk laddning – så kallade elektreter. Mikrofontypen utvecklades av Bell Laboratories 1962 och användes tidigare främst i applikationen där lågt pris och små yttermått är önskvärda, men blir allt vanligare även i studiomikrofoner. Ofta kombineras mikrofonkapseln med en förstärkarkrets för att öka signalstyrkan och anpassa impedansen.

### Dynamisk mikrofon

Principchema för en dynamisk mikrofon.

I en dynamisk mikrofon (av elektrodynamisk) omvandlas ljudvågorna till elektriska signaler genom att ett membran med en elektrisk spole rör sig i ett fast magnetfält. Mikrofonen blir därför robust och tål höga ljudtryck, men på grund av högre vikt i det rörliga systemet (membran och spole) klarar den snabba förlopp (transienter) och höga frekvenser sämre än kondensatormikrofonen. En dynamisk mikrofon är tålig och pålitlig och används främst i PA-system och i kommunikationsanläggningar.

### Bandmikrofon

Principchema för en bandmikrofon.

En bandmikrofon fungerar som en dynamisk mikrofon med den skillnaden att membranet (ett tunt, platt band av metall) rör sig i ett magnetfält istället för att behöva flytta en spole. Att membranet är avsevärt lättare gör att den kan återge transienter mer korrekt. Dess riktningskarakteristik är på grund av konstruktionen åtta-formad. Den inducerade spänningen i membranet är trots starka magneter ytterst svag och mikrofonen ställer därför höga krav på övrig utrustning i inspelningskedjan. Den är ganska ömtålig och känslig för vind och används därför oftast i inspelningssammanhang inomhus.
Fördelarna med bandmikrofoner när de introducerades var att det tunna bandet hade mycket högre naturliga resonansfrekvenser än membran i redan existerande mikrofoner, ovanför det hörbara frekvensspektat, så den hade en plattare respons vid högre frekvenser. Utgångsspänningen på äldre bandmikrofoner är oftast ganska låg i jämförelse med dynamiska mikrofoner och step-up-transformatorer används för att höja utgångsspänningen och utgångsimpedansen. Moderna bandmikrofoner lider dock inte av detta problem på grund av utvecklade magneter och mer effektiva transformatorer, vilket leder till att de har utgångsnivåer som överstiger vanliga dynamiska mikrofoners. 

### Kristallmikrofon

Principchema för en kristallmikrofon.

Kristallmikrofonen var förr vanlig i enklare sammanhang. Den byggde på att membranet var mekaniskt kopplat till en piezoelektrisk kristall – det vill säga en kristall som avger en elektrisk spänning när den utsätts för tryck. Kristallmikrofoner var billiga och enkla med tämligen blygsam ljudkvalitet.

### Kolkornsmikrofon

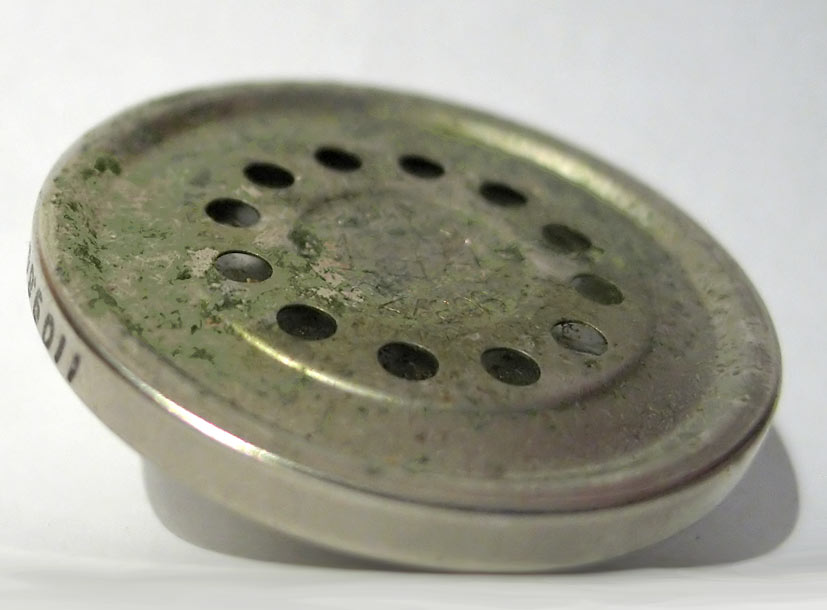
Kolkornsmikrofon ur gammaldags telefonlur.

Principchema för en kolkornsmikrofon.

Kolkornsmikrofonen var den första mikrofontyp som fick praktisk användning – till exempel i de första telefonsystemen. Uppfunnen av uppfinnaren Thomas Alva Edison, men Alexander Graham Bell fick patenten då han var den första som gjorde en patentanmälan på uppfinningen av telefonen. Bells elektromagnetiska mikrofon var dock inte lika användbar som en annan telefon skapad av Antonio Meucci. Den består av kolpulver i en sluten kapsel och ett från kapseln isolerat membran. Resistansen hos kolpulvret varierar med trycket när membranet rör sig, och läggs en spänning mellan kapseln och membranet kommer strömmen genom mikrofonen att variera i takt med ljudvågen. Kvaliteten är låg med begränsat frekvensomfång och mycket brus och kolkornsmikrofonen har i telefoner numera ersatts av främst elektretmikrofoner.

### Fantommatning
De flesta moderna kondensator- och i vissa fall bandmikrofoner får sin strömförsörjning via så kallad fantommatning, vilket gör att de inte behöver interna batterier, externa batteripack eller individuella strömadaptrar för att fungera. Fantommatning fungerar så att en positiv spänning på 48 V tillförs ledarna i en balanserad kabel till kondensatorkapseln och förförstärkaren. Spänningen är distribuerad genom resistorer med identiska värden, så att ingen skillnad uppstår mellan de två signalledarna.

## Riktningskarakteristiker
Mikrofoner har olika grader av riktverkan, alltså hur känslig mikrofonen är för ljud från olika riktningar. Man brukar åskådliggöra detta grafiskt i diagram, karakteristikor. Här tänker man sig att mikrofonen är placerad i centrum och med sin framsida riktad uppåt i diagrammet.
|             |       |               |             |         |
| Rundtagande | Njure | Superkardioid | Åttakopplad | Shotgun |

- Rundtagande, omni (eng. omnidirectional) eller kula, är lika känslig i alla riktningar. En rundtagande mikrofon fungerar genom att mäta tryckförändringar i luften. Oftast är mikrofoner i mobiltelefoner rundtagande. Vanligen är även de mikrofoner man kan se i TV rundtagande, så kallade myggmikrofoner. Rundtagande mikrofoner är relativt okänsliga både för vinddrag och stomljud.[4]
- Kardioid, njure eller bara riktad mikrofon, är en mikrofon som främst tar upp ljud framifrån. I PA-sammanhang är denna typ av mikrofon vanlig eftersom den gör det lättare att undvika rundgång. De flesta handhållna mikrofoner är av denna typ. Även i inspelningsstudion är denna riktverkan den vanligaste. De inre delarna av mikrofonerna är den primära källan som anger mikrofonens riktningskaraktäristik. En kardioid fungerar genom att kombinera ett tryckupptagande membran (omni) och ett tryckrelativt membran (åtta).[5]
- Superkardioid eller supernjure är en typ av riktad mikrofon med kraftigare riktning, som dock tar upp något mer ljud bakifrån än vad den rena kardioidmikrofonen gör.[6]
- Åttakopplad upptagning eller bara åtta, tar upp lika mycket ljud bakifrån som framifrån, men mindre från sidorna. Karakteristiken ritad på bild ser ut som en åtta, därav namnet. Bandmikrofoner har typiskt den här karakteristiken. Mikrofonen reagerar på luftens hastighet vilket gör att den är känslig för luftdrag och även för stomljud. Typen är relativt ovanlig och används, utöver bandmikrofonerna, främst i stereouppsättningarna MS-stereo och Blumlein-stereo.

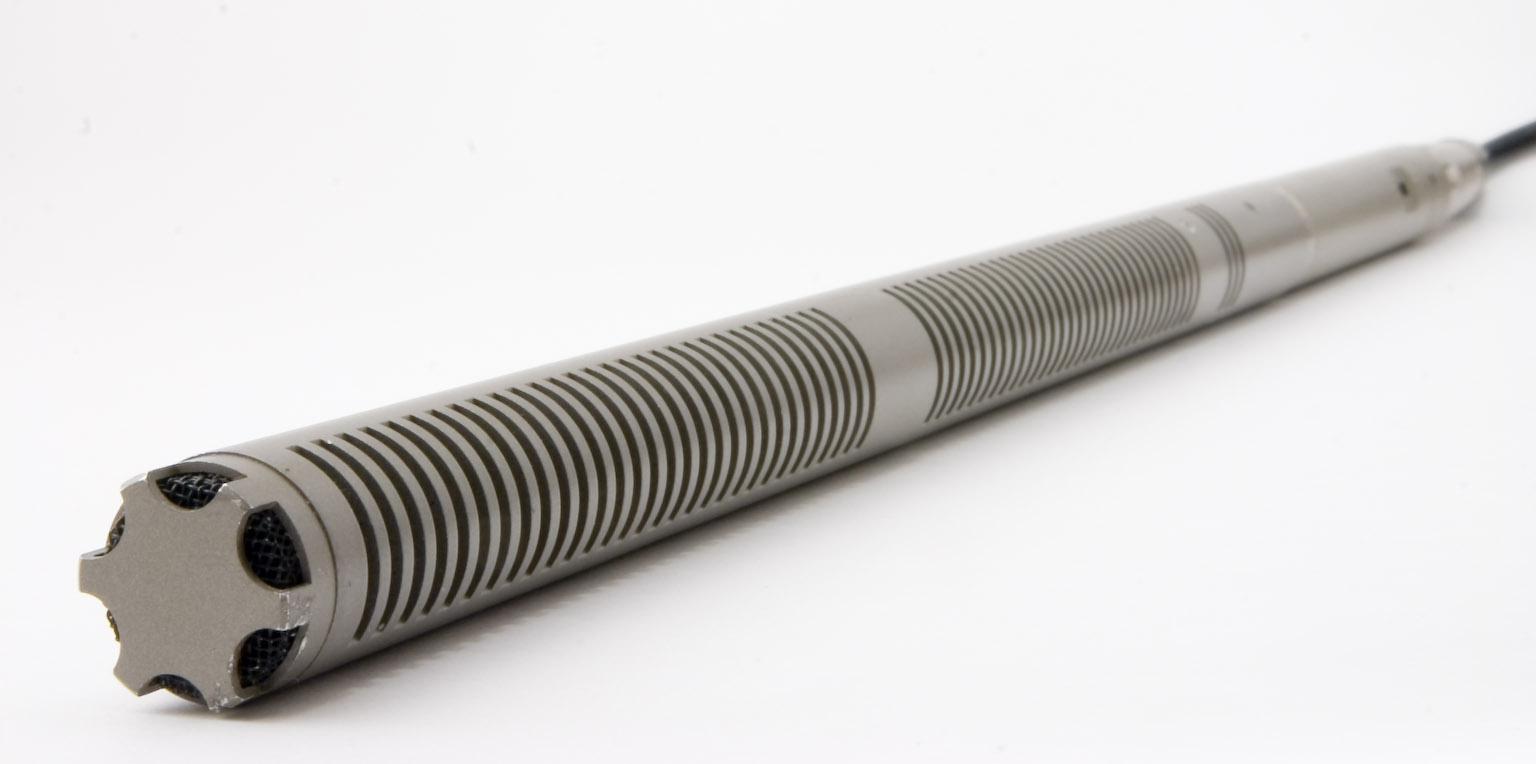
En Audio-Technica shotgun-mikrofon

- Shotgun, denna typ av mikrofon utförs med ett långt rör, interferensrör, med slitsar på sidorna placerat framför mikrofonkapseln. Interferensröret, som kan vara från 10 centimeter upp mot en meter långt, släcker ut ljud som infaller från sidorna med hjälp av interferens. Shotgunmikrofoner används bland annat vid filminspelning utomhus och ljudeffektsinspelningar. Då dessa mikrofoner tar upp ganska mycket ljud bakifrån är det omtvistat hur effektiva dessa mikrofoner är i praktiken, och vissa tillverkare avstår från att tillverka dem.
- För ännu högre riktverkan finns paraboliska mikrofoner, där det i ännu högre grad krävs att man siktar på objektet som ska upptas. Paraboliska mikrofoner används till exempel för inspelning av fågelsång eller andra naturljud.

Studiomikrofoner har ibland omställningsbar karakteristik som kan vara mer eller mindre steglöst valbar från åtta över njure till rundtagande. En vanlig lösning för att uppnå detta är att mikrofonkapseln består av två membran rygg mot rygg som var och en har karaktär av njure. Genom att blanda signalen elektriskt kan mikrofonen då uppnå åttakopplad upptagning genom att subtrahera signalerna respektive omni genom att addera signalerna. Lägen däremellan uppnås genom att blanda i olika proportioner.
Riktverkan hos mikrofoner beror även på ljudets frekvens, som exempel är de flesta rundtagande mikrofoner egentligen bara helt rundtagande för lägre frekvenser.
Hos riktade mikrofoner (inte hos rundtagande) beror frekvensgången, mikrofonens känslighet vid olika frekvenser, på avståndet till ljudkällan. Detta kallas proximityeffekten och innebär i princip att ju nämare den riktade mikrofonen kommer till ljudkällan desto mer bas kommer mikrofonen att ta upp.

## Stereotekniker
För att ta upp ljud i stereo krävs åtminstone två mikrofoner, alternativt två membran i en mikrofon (en så kallad stereomikrofon). Människans hörsel och hjärna kan avgöra ljudkällors riktning med hjälp av intensitetsskillnader (något låter starkare i det ena örat än i det andra), genom tidsskillnader eller fasskillnader samt frekvensinnehåll i det som träffar öronen (mycket av diskanten försvinner i det dolda örat då ljud träffar huvudet från sidan). Tids- eller fasskillnader uppstår när ljud når det ena örat lite senare än det andra. För att återge detta använder man två eller flera mikrofoner placerade på ett visst avstånd från varandra och/eller riktade åt olika håll. Olika stereotekniker ger olika bredd och djup åt ljudbilden.
Ett begrepp som ofta används är monokompatibilitet, vilket avser hur bra ljudet låter efter att man slagit ihop de två kanalerna till en (mono). Strikt talat är få stereotekniker fullständigt monokompatibla, men inspelningar av till exempel klassisk musik görs ändå ofta på ett inte helt monokompatibelt vis eftersom stereolyssning antas vara det vanligaste.
- A/B-stereo är en stereoteknik där två rundtagande mikrofoner ställs på ett visst avstånd från varandra, vanligtvis cirka en halv meter men i vissa fall upp till flera meter. Denna teknik ger en mycket bred stereobild. Nackdelen är att monokompatibiliteten inte är speciellt bra, då fasskillnaden mellan de två signalerna kan vara mycket stor på grund av det stora avståndet mellan mikrofonerna. Vid mono uppstår den s.k. kamfiltereffekten, där ljudet släcks ut på flera ställen i frekvensspektrat.

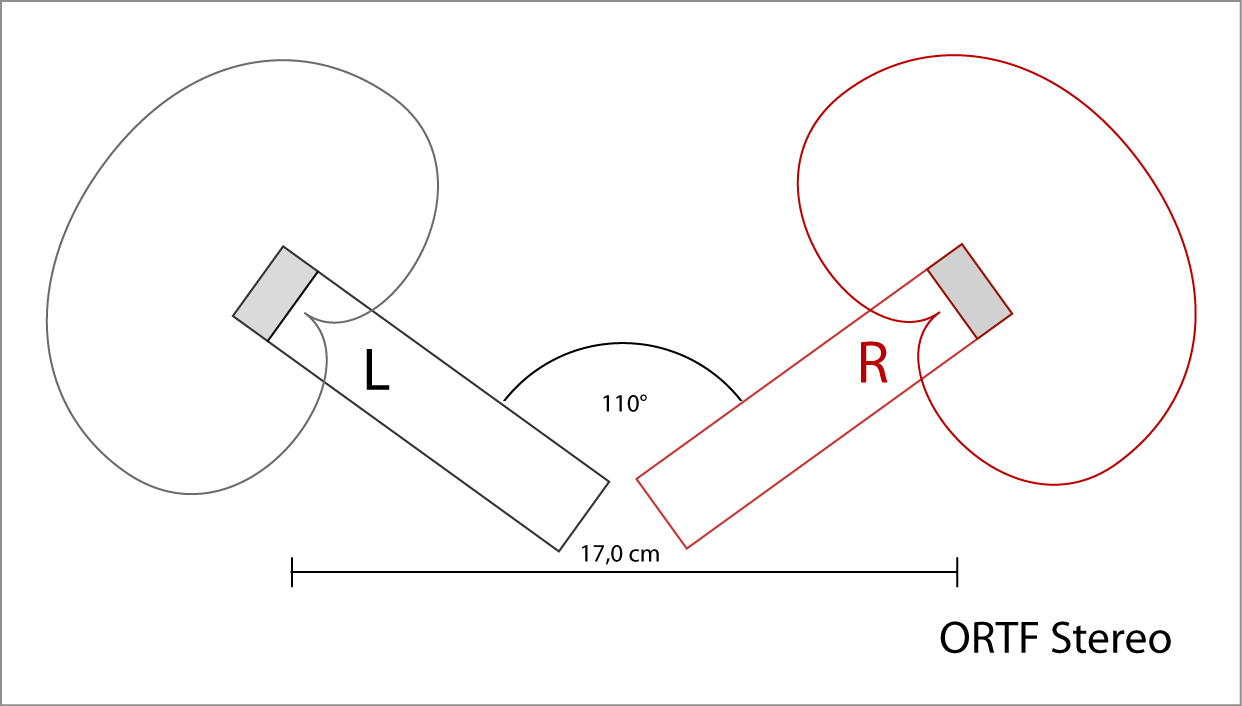
ORTF-uppställning.

- ORTF uppfanns på 1960-talet vid dåvarande Office de radiodiffusion télévision française (ORTF, franska radion och televisionen) och använder två kardioidmikrofoner placerade i 110 graders vinkel med ett avstånd på 17 cm mellan kapslarna. Denna teknik ger både intensitets- och tidsskillnader och någorlunda god monokompatibilitet. Det finns ett antal andra standardiserade uppställningar med andra avstånd eller vinklar, till exempel DIN och NOS.

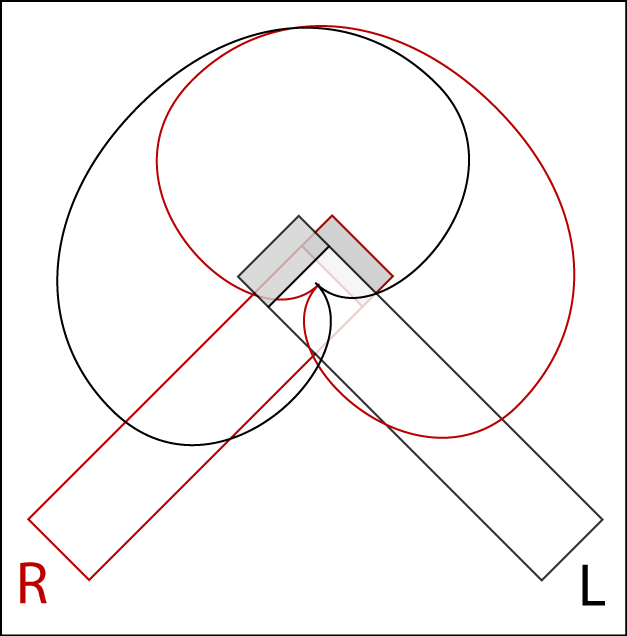
X/Y-uppställning.

- Vid X/Y-stereo står två mikrofoner så nära varandra som möjligt men i 90 graders vinkel, 45 grader mot mitten. X/Y-tekniken ger i princip inga tidsskillnader alls mellan de båda kanalerna. Därför bestäms stereobilden enbart av intensitetsskillnader mellan signalerna, och uppfattas inte som särskilt djup. X/Y-tekniken ger mycket god monokompatibilitet. Stereobredden kan justeras genom att ändra vinkeln mellan mikrofonerna.[7]
- MS-Stereo är en variant där ljudet delas upp i en mittkanal (M) och en sidokanal (S). S-signalen mixas in med M-signalen till en stereokanal och fördelen är att det går att styra det stereodjup som önskas, även i efterhand. Den mellersta mikrofonen, som kan vara rundtagande eller riktad, står rakt fram medan den andra, sidomikrofonen är en åttakopplad mikrofon som står 90-grader mot mittmikrofonen. Tekniken ger god monokompatibilitet, något bättre stereodjup än XY-tekniken och i princip inga tidsskillnader mellan kanalerna. Genom att MS-stereo behöver avkodning ("MS-decoder") kan den i vissa tillämpningar vara svårare att använda.[8]
- Panorerade mikrofoner. Flera mikrofoner som sprids ut på ensemblen, och panoreras ut i ljudbilden på mixerbordet. Denna metod är ganska vanlig i populärmusik.
- Blumlein-stereo är två åttakopplade mikrofoner som står 90 grader i förhållande mot varandra. Liknar XY-stereo, men där karaktäristiken på bild liknar en blomma istället för att endast vara riktad framåt.[9]
- Konsthuvudstereo (se Charlin) använder ett konstgjort huvud med mikrofoner som är placerade där trumhinnorna sitter i det mänskliga örat. Denna teknik ger i hörlurar en mycket verklig och trovärdig stereobild medan den möjligen inte är lika effektiv i högtalare.
- Decca-träd är stereoteknik som började användas på 1950-talet och är idag mycket vanlig inspelningsteknik vid inspelning av orkestrar. Tekniken använder sig av både tid- och amplitudparametrar för skapa en sammanhållen stereobild. Decca-trädet består av tre stycken rundupptagande mikrofoner som är placerad följande: två stycken med 180 cm mellan sig och sedan en 90 cm framför.[10] Mikrofonerna placeras på ungefär 3 - 3,6 meters höjd och de bildar på så vis en triangelform uppe i luften. Vanligen sätter man denna mikrofonuppsättning ovanför eller strax bakom dirigenten i en orkester.

## Kapseldesign och riktning
De inre delarna av mikrofonerna är den primära källan som anger mikrofonens riktningskaraktäristik. Ett tryckupptagande membran (omnidirektionellt) reagerar mot tryckförändringar från alla riktningar. Ett tryckrelativt membran (åtta) reagerar bäst mot tryckförändringar från dess fram- och baksida och sämst från sidorna. när man kombinerar dessa två membran får man en njurform som resultat.

## Vind- och pop-filter
Ett pop-filter är ett anti-pop och bullerskydd som används på mikrofoner, oftast i inspelningsstudior. Det används för förhindra pop- och puffljud orsakade av den mekaniska påverkan som uppstår när en stor mängd luft rör sig snabbt in i mikrofonen under inspelat tal eller sång. Det håller även borta fukt från själva mikrofonen vilket annars kan orsaka mögeltillväxt. Dessutom skyddar ett pop-filter mot ansamling av saliv på mikrofonen. Saltet i människans saliv är frätande och således kan användandet av ett pop-filter förlänga livslängden på mikrofonen.

## Kontaktkablar
En vanlig anslutningskabel för studiomikrofoner är XLR-kontakten. Enklare och billigare mikrofoner för hemmabruk ansluts många gånger med en tele- eller minitelekabel.
En USB-mikrofon är en mikrofontyp med digital utsignal som ansluts direkt till datorer eller andra enheter med hjälp av en USB-kontakt.